# Zaviti (sura)
Zaviti (arabsko Al-Muzzammil) je 73. sura (poglavje) v Koranu, ki jo sestavlja 20 ajatov (verzov). Je meška sura.
Med opravljanjem molitve (salata oz. namaza) pri tej suri verniki opravijo 2 ruku'ja (priklona).